# The Gentlemen (Fernsehserie, 2024)
The Gentlemen ist eine achtteilige Kriminalkomödie von Guy Ritchie, die zugleich ein Spin-Off seines gleichnamigen Films von 2019 ist. Die Hauptrolle der Serie spielt Theo James. Sie wurde am 7. März 2024 auf Netflix veröffentlicht.
Eine zweite Staffel wird für Frühling 2026 erwartet.

## Handlung
Der UN-Soldat Edward Horniman hat von seinem kürzlich verstorbenen Vater unerwartet das große Familienanwesen und den Titel des Herzogs von Halstead geerbt. Er muss jedoch feststellen, dass dort in seiner Abwesenheit eine große, versteckte Cannabisplantage angelegt wurde, die Teil des umfassenden Drogenimperiums des skrupellosen Gangsterbosses Bobby Glass ist. Entgegen aller Warnungen, sich nicht mit ihm anzulegen, will Eddie die Drogengeschäfte auf seinem Familiensitz loswerden. Doch dazu muss er sich mit den verschiedensten Kriminellen anlegen, die jeweils ihre eigenen Interessen verfolgen.

## Figuren
| Figur                   | Darsteller         | Deutscher Sprecher |
| ----------------------- | ------------------ | ------------------ |
| Edward „Eddie“ Horniman | Theo James         | Jan Makino         |
| Susie Glass             | Kaya Scodelario    | Maria Hönig        |
| Freddy Horniman         | Daniel Ings        | Jeremias Koschorz  |
| Lady Sabrina Halstead   | Joely Richardson   | Christin Marquitan |
| Geoff Seacombe          | Vinnie Jones       | K.Dieter Klebsch   |
| Jimmy Chang             | Michael Vu         | Julius Jellinek    |
| Stanley Johnston        | Giancarlo Esposito | Oliver Siebeck     |
| Tommy Dixon             | Peter Serafinowicz | Axel Malzacher     |
| Bobby Glass             | Ray Winstone       | Axel Lutter        |
| Jack Glass              | Harry Goodwins     | Ricardo Richter    |
| Henry Collins           | Max Beesley        | Dietmar Wunder     |
| John „The Gospel“ Dixon | Pearce Quigley     | Frank Röth         |

Die deutschsprachige Synchronisation entstand nach einem Dialogbuch von Jan Fabian Krüger unter der Dialogregie von Dennis Mohme durch Interopa Film.

## Episoden
| Nr. (ges.) | Nr. (St.) | Deutscher Titel                     | Originaltitel                       | Regie           | Drehbuch                                        |
| --- | --------- | ----------------------------------- | ----------------------------------- | --------------- | ----------------------------------------------- |
| 1 | 1         | Kultivierte Aggression              | Refined Aggression                  | Guy Ritchie     | Guy Ritchie, Matthew Read                       |
| Der Armeeoffizier Eddie Horniman kehrt nach dem Tod seines Vaters, des Herzogs von Halstead, nach England zurück. Bei der Testamentseröffnung erfährt er, dass nicht sein älterer Bruder Freddy, sondern er das Herzogtum und den Familienbesitz erbt. Nachdem er seine neue Rolle übernommen hat, erfährt Eddie, dass der häufig Drogen konsumierende Freddy dem Drogendealer Tommy Dixon 8 Millionen Pfund schuldet. Eddie beschließt, das Anwesen an den Investor Stanley Johnston zu verkaufen, um das Geld aufzutreiben und Freddys Leben zu retten. Er wird jedoch gestoppt, als er Susie Glass trifft, die ihm offenbart, dass sich unter dem Anwesen eine große Cannabisfarm befindet, die auf eine finanzielle Vereinbarung zwischen ihren Vätern zurückgeht. Susie erklärt sich bereit, die Bedingungen mit Tommy neu zu verhandeln, und schafft es, die Schulden im Gegenzug für eine schnelle Barzahlung und Freddys Teilnahme an einem demütigenden Video zu halbieren. Eddie bringt die 4 Millionen Pfund auf, indem er die Weinsammlung des Anwesens an Johnston verkauft. Tommy trifft auf dem Anwesen ein, um das Geld abzuholen und das Video zu drehen. Als Tommy jedoch Freddy wiederholt provoziert, erschießt Freddy Tommy im Drogenrausch. |           |                                     |                                     |                 |                                                 |
| 2 | 2         | Tackle Tommy Woo Woo                | Tackle Tommy Woo Woo                | Guy Ritchie     | Guy Ritchie, Matthew Read                       |
| Unmittelbar nach Tommys Ermordung versucht sein Komplize Jethro zu fliehen, wird aber gefasst. Susie heuert den „Tatortreiniger“ Felix an, um Tommys Leichnam zu beseitigen und Jethro zu ermorden. Eddie hat jedoch Mitleid mit Jethro und schmiedet einen alternativen Plan, um Jethro den Mord an Tommy anzuhängen und ihm bei der Flucht zu helfen. Am nächsten Tag taucht Tommys Bruder John „The Gospel“ Dixon, Chef eines Kokainsyndikats, bei Eddie und Freddy auf und sucht nach dem vermissten Tommy. Eddie und Freddy scheinen John davon überzeugen zu können, dass Jethro Tommy getötet habe und dann geflohen sei. Während Eddie Jethros Pass aus dessen Wohnung holt, gerät er dort in einen Streit mit einem Unbekannten und tötet diesen im Kampf. Eddie erfährt, dass Johnston im Crystal Meth-Drogenhandel agiert und sein Geschäft wohl ausweiten möchte. Eddie bittet Susie dann um ein Treffen mit Bobby Glass, Susies inhaftiertem Vater. Eddie macht Bobby ein Angebot: Er soll die Cannabisoperation beenden, wenn Eddie im Gegenzug einen Weg findet, wie Bobby noch mehr Geld verdienen kann. Bobby willigt ein, das Angebot zu prüfen. Schließlich hilft Eddie Jethro, aus dem Land zu fliehen. Es wird angedeutet, dass Felix Jethro dennoch tötet. |           |                                     |                                     |                 |                                                 |
| 3 | 3         | Wo ist mein Gras?!                  | Where’s My Weed At?                 | Nima Nourizadeh | Haleema Mirza, Matthew Read                     |
| Der dauernd zugedröhnte Jimmy, Hanfanbauer auf der Cannabisfarm, verliert eine Lieferung. Er wird von einer mysteriösen Frau namens Gabrielle hereingelegt. Die Lieferung war für einen Kunden, der sich Tony Blair nennt und Chef einer kosovo-albanischen Bande ist. Susie erklärt sich bereit zu einem Deal mit Tony Blair. Sie sollen einen Lamborghini Huracán von einer gewissen Mercy für Tony Blair stehlen. Eddie wird diesen Diebstahl übernehmen. Als Eddie nachts in die Werkstatt eindringt, um den Wagen zu stehlen, entdeckt er ein gefangenes Mitglied von Blairs Bande und rettet ihn. Das Mitglied erklärt, dass der Lamborghini eine versteckte Kokainlieferung enthält, denn Mercy ist ebenfalls eine Drogendealerin mit kolumbianischer Unterstützung. Tony Blair hat Eddie und Susie mit einer Geschichte über einen Autodiebstahl getäuscht, um an das Kokain zu kommen. Freddy wird von Mercys Bande gefangen genommen und soll im Austausch für die Drogen und den Lamborghini freigelassen werden. Eddie und Susie arrangieren einen Austausch und bieten den gefangenen Tony Blair im Austausch gegen Freddy an. Mercy tötet Tony Blair brutal mit einer Machete und lässt Freddy gehen. Susie ist beeindruckt von Eddies Gelassenheit. Eddies Mutter, Lady Sabrina, macht sich Sorgen über die Auswirkungen der wachsenden Kriminalität auf die Familie. Susie und ihr Team können die gestohlene Lieferung nicht finden. Die mysteriöse Gabrielle kontaktiert Jimmy erneut, um den Betrug fortzusetzen. |           |                                     |                                     |                 |                                                 |
| 4 | 4         | Ein unsympathischer Gentlemen       | An Unsympathetic Gentleman          | Nima Nourizadeh | Matthew Read, Billy Mason Wood, Theo Mason Wood |
| Bei der Beerdigung des exzentrischen 8th Lord Bassington trifft Eddie Max, den neuen Lord Bassington. Eddie sucht einen neuen Standort für die Cannabisfarm und bietet Max den Hanfanbau auf seinem Grundstück an. Dieser ist interessiert, hat aber ein Problem mit einer Erpressung. Der Erpresser fordert 500.000 Pfund. Eddie trifft sich mit dem Erpresser Frank, die Geldübergabe in einem Chinarestaurant verläuft jedoch nicht nach Plan. Lady Halstead und Geoff Seacomb besuchen eine Auktion, bei der Lady Halstead den Nachbarn, der in finanziellen Schwierigkeiten steckt, davon überzeugt, sein Gelände für den Drogenanbau zu verpachten. Jimmy trifft sich mit der mysteriösen Gabrielle und zeigt ihr die Cannabisfarm. Eddie, Susie und Frank treffen Max und übergeben ihm die Erpresser-Dokumente. Max ist ein Hitlerfan, sammelt Bilder von Hitler und besitzt als Höhepunkt seiner Sammlung den rechten Hoden von Hitler. Nach einer Schießerei stirbt Max durch eine Handgranate aus dem 2. Weltkrieg. |           |                                     |                                     |                 |                                                 |
| 5 | 5         | Ich hab’ hunderte Cousins           | I’ve Hundreds of Cousins            | Eran Creevy     | Stuart Carolan                                  |
| Susie besucht ihren Vater Bobby Glass im Gefängnis. Bobby sagt ihr, dass er nie zulassen werde, dass die Cannabisfarm auf dem Grundstück von Eddie aufgehoben wird. Der Export des Hanfs auf das europäische Festland erfolgt über den Hafen von Zeebrugge. Der zuständige Mittelsmann in Belgien ist Florian de Groot, dieser will mehr Geld für den reibungslosen Export. Jugendliche Sinti und Roma stehlen Generatoren vom Schlossgelände. So lernen Susie und Eddie das Oberhaupt der Familie Ward kennen, J.P. Ward. Die Fahrenden wollen ins Drogengeschäft einsteigen und bieten den Vertrieb nach Europa an. Versteckt in Marienfiguren werden die Drogen in ganz Europa geliefert. Von der Cannabisfarm werden 4 Mio. Pfund gestohlen. Die Familie Ward wird des Diebstahls beschuldigt. Der Chef von de Groot ist sehr unzufrieden, dass der Drogenhandel nicht mehr via Zeebrugge läuft. De Groot hat deshalb die 4 Mio. Pfund stehlen lassen und hofft, dass ein Deal zu seinen Bedingungen abgeschlossen wird. De Groot wird bei einem Essen von Eddie und Susie vergiftet und gibt für ein Gegenmittel den Namen des Verräters, Keith, preis. Eddie entschuldigt sich bei J.P. Ward und lässt ihn Keith, den Bodyguard von Susie, erschießen. Vor seiner Ermordung erklärt Keith Eddie, dass alles ein Plan von Bobby sei und er ihm nie entrinnen werde. |           |                                     |                                     |                 |                                                 |
| 6 | 6         | Alle Eventualitäten                 | All Eventualities                   | Eran Creevy     | Stuart Carolan                                  |
| Eddie will unbedingt aus dem Drogengeschäft aussteigen. Susie will lieber eine Verlängerung ihres Deals. Ein Ausstieg ist nur möglich, wenn innerhalb von drei Monaten 15 Mio Pfund gewaschen werden. Sie treffen sich mit dem Geldwäscher Chucky, der aber nicht garantieren kann, eine solche Summe in diesem Zeitraum zu waschen. Chucky und Susies Bruder Jack Glass geraten in einen Streit, weshalb Chucky nichts mehr wissen will von der Geldwäsche. Bei einem Boxkampf von Jack Glass trifft Eddie dessen Manager, Henry Collins. Dieser kann Eddie einen neuen Geldwäscher empfehlen, Thick Rick. Freddy trifft sich mit Susie und möchte diese überzeugen, dass er der bessere Geschäftspartner wäre und nicht aus dem Drogengeschäft aussteigen möchte. Zudem bietet er ihr eine neue, potente Cannabispflanze an. Während eines Boxkampfs von Jack Glass erklärt Henry Collins Susie, dass er ihr Cannabisgeschäft übernehmen will. Collins hat den Boxkampf zuungunsten von Jack manipuliert, und zum Ende der Folge geht Jack zu Boden. |           |                                     |                                     |                 |                                                 |
| 7 | 7         | Nicht ohne Gefahr                   | Not Without Danger                  | David Caffrey   | John Jackson                                    |
| Jack Glass hat den Kampf überlebt, liegt jedoch im Koma. Susie beginnt, Leute im Umfeld von Henry Collins töten zu lassen. Johnston bietet Eddie an, ihm zu helfen, aus dem Drogengeschäft auszusteigen, wenn er dafür die Namen der Besitzer der anderen Standorte des Glass-Imperiums erfährt. Freddys und Eddies Schwester Charly kehrt schwanger auf das Anwesen zurück, welches sie kurz nach dem Tod ihres Vaters verlassen hat. Sie weiß allerdings nicht, dass sie in Wirklichkeit das Kind aus einer Beziehung ihrer Mutter Lady Sabrina Horniman mit Geoff ist. Freddy gesteht Eddie, dass er Susie überzeugen wollte, dass er Eddies Position übernehmen könne, wenn diesem etwas zustoße. Jimmy hat sowohl Eddie als auch Gabrielle Susies Privatadresse verraten. Eddie und Susie stellen Gabrielle zur Rede und erfahren, dass sie für Johnston arbeitet. Johnston hat vergeblich versucht, das Glass-Geschäft zu stoppen und zu übernehmen, und hat dabei auch Collins zum Komplizen gemacht. Eddie übergibt Johnston eine Liste mit Namen und erhält dafür die Zusage, dass seine Familie nicht mehr behelligt wird. Gegenüber Bobby Glass deutet Eddie jedoch an, dass er diesen nicht hintergangen hat. Susie stellt Collins im Krankenhaus, wo Jack liegt, schließlich eine Falle, doch dieser sagt ihr, dass Eddie sie ausgetrickst habe. Susie teilt deshalb John "The Gospel" Dixon mit, dass Freddy dessen Bruder Tommy getötet hat und Eddie ihm dann geholfen hat, die Tat zu vertuschen.                   |           |                                     |                                     |                 |                                                 |
| 8 | 8         | Das Wort des Herrn nach Bobby Glass | The Gospel According to Bobby Glass | David Caffrey   | Matthew Road                                    |
| John „The Gospel“ Dixon bereitet mit seinen Leuten einen Angriff auf das Anwesen der Hornimans vor, wird jedoch durch einen Anruf von Bobby Glass aufgehalten. Dieser möchte das Drogengeschäft verkaufen, wobei Susie und Eddie sich um den Verkauf des gesamten Imperiums an den Höchstbietenden kümmern sollen. Freddy überzeugt Eddie, dass dieser für das Drogengeschäft geschaffen ist. Daher gibt Eddie gemeinsam mit Susie ein Gebot ab und räumt zugleich alle anderen Mitbieter aus dem Weg. Bobby Glass teilt ihnen schließlich mit, dass er nicht verkaufen möchte, sondern testen wollte, ob Susie und Eddie bereit seien, das Imperium noch weiter auszubauen. Susie und Eddie übernehmen damit das Geschäft, das von Bobby weiterhin vom Gefängnis aus geleitet wird. |           |                                     |                                     |                 |                                                 |
| Am 7. März 2024 wurden alle Folgen der Serie gleichzeitig bei Netflix veröffentlicht. |           |                                     |                                     |                 |                                                 |

## Veröffentlichung
Alle Folgen wurden am 7. März 2024 bei Netflix veröffentlicht.

## Rezeption
Der Bewertungs-Aggregator Rotten Tomatoes weist basierend auf 44 Reviews eine Zustimmung von 73 % aus. Metacritic indiziert eine Zustimmung von 67 % basierend auf 25 Reviews, was zur Einstufung „generally favorable“ (Deutsch: generell positiv) führt (Stand jeweils: 10. März 2024).
Lena Wasserburger von Film plus Kritik bewertete die Serie ebenfalls positiv: „The Gentlemen ist in erster Linie Guy Ritchie pur (...) Die Episoden sind optisch einwandfrei und dynamisch inszeniert.“ und vergab 8 von 10 möglichen Sternen.